# Сите (острво)
Сите (фр. Île de la Cité), једно је од два преостала природна острва у Паризу, на реци Сени.